# Agatha von Wimborne
Agatha von Wimborne war im 8. Jahrhundert Nonne im Kloster Wimborne im Süden Englands. Sie wird in der katholischen Kirche als Jungfrau und Heilige verehrt. Ihr Gedenktag ist der 12. Dezember.

## Vita
Aus ihrem Leben ist nur wenig bekannt: Zusammen mit der Nonne Lioba folgte sie um das Jahr 735 dem hl. Bonifatius auf seinen Missionsreisen durch Süddeutschland, insbesondere im Raum Würzburg. Sie starb um das Jahr 790.

## Darstellung
Von ihr sind keine Darstellungen bekannt.